# Кисуму
Кису́му (англ. Kisumu) — главный город на западе Кении, третий по величине город страны.
Население Кисуму по данным на 2019 год составляет 397 957 человек; по данным переписи 1999 года оно насчитывало 345 312 человек. Является административным центром провинции Ньянза. Порт на озере Виктория (залив Винам); связан ж/д веткой с портом Момбаса, расположенном на берегу Индийского океана. Имеется аэропорт. Рядом с городом находится много сахарных заводов. Высота Кисуму над уровнем моря составляет 1131 м.
Город был основан в 1901 году как терминал на Угандийской железной дороге и первоначально носил название Порт-Флоренс (в честь Флоренс Престон, жены инженера Р. О. Престона, руководившего строительством железной дороги). Получил статус города (city) в 1996 году. Кисуму — центр сельскохозяйственного района (сахарный тростник, зерновые, скотоводство). Предприятия текстильной (хлопчатобумажные ткани), кожевно-обувной, пищевой (производство сахара, переработка рыбы) промышленности. Судостроение и судоремонт; рыболовство.

## Достопримечательности
Недалеко от города находятся несколько природоохранных объектов (заповедник Кисуму, национальный парк Остров Ндере), где можно встретить бабуинов и гиппопотамов.
Так называемый «Мыс бегемотов» находится в нескольких километрах к юго-западу от Кисуму, недалеко от деревни Дунга. Это смотровая площадка на берегу озера Виктория. Несмотря на своё название, он больше известен как место для наблюдения за закатами над озером, чем из-за редко появляющихся здесь бегемотов.
В 1980 году в городе открылся Музей Кисуму.
Бабушка 44 президента США — Сара Обама живёт в расположенной в 60 км от города деревне Когело.

## В массовой культуре
- В книге Okang'a Ooko "Kisumu" рассказывается о судьбе музыкантов в Кисуму (2018 г.)[6]
- Часть событий в повести «Консуммация в Момбасе» (2017 г.) московского писателя  Андрея Гусева происходит в Кисуму, куда главные герои повести отправляются после венчания в Момбасе[7][8][9].
- В песне "Kisumu" (автор Zack Okello) рассказывается о том, как похорошел город в 21-м веке (2015 г.)[10]